# Cromlech bei Dolni Glawanak
Der Cromlech (Steinkreis) beim bulgarischen Dorf Dolni Glawanak (bulg. Долни Главанак) liegt in den Ost-Rhodopen; etwa 400 m südlich der Verbindungsstraße zwischen Dolni Glawanak und Topolowo. Dolni Glawanak liegt einen Kilometer östlich, Topolowo vier Kilometer weiter westlich.
Der Cromlech war eine Kultstätte aus vertikal aufgestellten pyramidenförmigen Megalithen, die einen leicht ovalen Kreis mit einem Innendurchmesser von 9,0 bis 10,0 m umschließen. Die Archäologen nehmen an, dass es sich um ein thrakisches Heiligtum handelte, auch wenn es keine thrakischen Parallelen hierzu gibt.
Die 15 Steinblöcke sind im Mittel 1,0 m breit, 50 cm dick und haben Höhen von 1,2 bis 1,5 m. Die Steine stehen im Abstand von 75 bis 90 cm. Zwischen den 15 großen sind zahlreiche kleinere, 20 bis 30 cm hohe Steine angeordnet. Im östlichen Teil des Steinkreises ist diese Anordnung unterbrochen, dort wurden zwei Steinblöcke unmittelbar nebeneinander aufgestellt und hinter ihnen ein dritter, der heute stark nach Osten geneigt ist. In situ sind neun Steinblöcke erhalten, weitere drei sind umgekippt.
Die Steinblöcke stehen auf dem felsigen Untergrund, der von einer dünnen Bodenschicht bedeckt ist, ohne dass Löcher oder Aussparungen in den Felsen gehauen wurden. Wegen ihrer Form stehen die Steinpyramiden jedoch stabil. Einige wurden mit kleinen Steinen stabilisiert. 
Nach Südosten hin ist der Steinkreis nicht geschlossen. In diesem Sektor besteht der Boden aus einem Felsuntergrund, der sich leicht über das umgebende Terrain erhebt, weshalb dort möglicherweise nie Menhire aufgestellt waren. Im nördlichen Bereich ist der Kreis ebenfalls unterbrochen. Dort fehlt ein Block, der zerstört oder versetzt wurde. Außer den im Kreis aufgestellten liegen verstreut in der näheren Umgebung einige große Steinblöcke sowie zahlreiche kleinere. Im Südteil des Steinkreises liegen vier große Steinblöcke, die eher Platten als Menhiren ähneln.
Südlich des Cromlechs liegen, in 20,0 m Entfernung, zwei weitere, kleinere Steinkreise. Der eine hat einen Durchmesser von etwa fünf, der anderen von etwa drei Metern. In beiden wurden Spuren von Kinderbegräbnissen, mittels Feuerbestattung gefunden. Zweifellos stehen die beiden kleinen Steinkreise im Zusammenhang mit dem großen und sind Bestandteil eines einheitlichen Komplexes in dem rituelle Handlungen durchgeführt wurden.
Der Cromlech bei Dolni Glawanak wurde 1998 unter der Leitung von Georgi Nechrisow (bulg. Георги Нехризов) vom Nationalen Archäologischen Institut und Museum bei der Bulgarischen Akademie der Wissenschaften bei archäologischen Erkundungen auf dem Territorium der Gemeinde Madscharowo entdeckt. Bei seiner archäologischen Untersuchung wurde 1999 festgestellt, dass der Komplex in der zweiten Phase der frühen Eisenzeit (8. bis 6. Jahrhundert v. Chr.) errichtet wurde. Belege für die Kulthandlungen geben gefundene Scherben von Tongefäßen, Farbreste und Metallgegenstände, die vorwiegend im Bereich der Steinblöcke gefunden wurden. Die Kulteinrichtung wurde über einen langen Zeitraum benutzt. Dort wurden auch während der späten Eisenzeit (5. bis 1. Jahrhundert v. Chr.) Kulthandlungen durchgeführt. Einzelfunde belegen, dass auch im Mittelalter Kulte stattfanden.
Diese archäologische Fundstätte hat in Bulgarien den Status eines archäologischen Kulturdenkmals von nationaler Bedeutung und steht unter dem Schutz der entsprechenden bulgarischen Gesetze. Bulgarische Tourismusunternehmen bewerben diesen Cromlech mit dem Beinamen „das bulgarische Stonehenge“. Das Objekt wurde 2004 mit Hilfe von Zuschüssen aus der EU als touristisches Objekt erschlossen: mit Besucherzentrum, Parkplatz und Zugangsweg zum Cromlech auf den 300 m hohen Berggipfel, der sich 50 m über die Umgebung erhebt.
Der Cromlech bei Dolni Glawanak ist in Bulgarien die bisher einzige bekannt gewordene und erhalten gebliebenen Einrichtung dieser Art. Abgesehen von einem weiteren kleinen Cromlech westlich des Dorfes Chljabowo (bulg. Хлябово) entdeckt (42° 3′ 38″ N, 26° 14′ 27″ O; 55 km Luftlinie nordwestlich von Dolni Glawanak), unweit der in Bulgarien bekanntesten Dolmen. Diese kleine Cromlech wurde jedoch noch nicht erforscht.